# Smolajny
Smolajny (d. Smołowo, niem. Schmolainen) – wieś w Polsce położona w województwie warmińsko-mazurskim, w powiecie olsztyńskim, w gminie Dobre Miasto nad rzeką Łyną; założona w 1290 roku, od XV w. znajdowała się w posiadaniu biskupów warmińskich. 
W latach 1975–1998 miejscowość administracyjnie należała do województwa olsztyńskiego. Wieś znajduje się w historycznym regionie Warmia.

## Historia
Wieś lokowana w 1290 roku przez biskupa warmińskiego Henryka Fleminga na 32 włókach. Smolajny były folwarkiem biskupim, a od 1350 roku letnią rezydencją biskupów warmińskich. Wieś zniszczyły w 1414 roku wojska polsko-litewskie. Potem część domostw spaliła się podczas wojny polsko-krzyżackiej w 1519 - 1521 roku. Wsi nie oszczędzili także Szwedzi. Za każdym razem jednak szybko likwidowano straty. W 1557 roku brat biskupa warmińskiego Stanisława Hozjusza – Jan Hozjusz przeniósł do Smolajn siedzibę komornictwa dobromiejskiego. W 1656 roku folwark obejmował 32 włóki, istniała również stadnina koni. W czasie wojny północnej wieś odbudował biskup warmiński Teodor Potocki. Natomiast barokowy pałac i brame wjazdową w latach 1741 - 1746 wybudował biskup warmiński Adam Stanisław Grabowski. Z kolei ogrody i park założył biskup warmiński Ignacy Krasicki, który gościł tu wiele wybitnych osobistości. Po 1945 roku wieś sołecka. Bezpośrednio po II wojnie światowej spędzali tu wakacje studenci Katolickiego Uniwersytetu Lubelskiego, którzy zbudowali tu drewnianą kaplicę. Następnie zlokalizowano tu szkołę rolniczą i technikum rachunkowości.
Mieszkańcy: w 1818 roku - 276 osób, w 1939 roku - 721 osób, w 1988 roku - 486 osób.

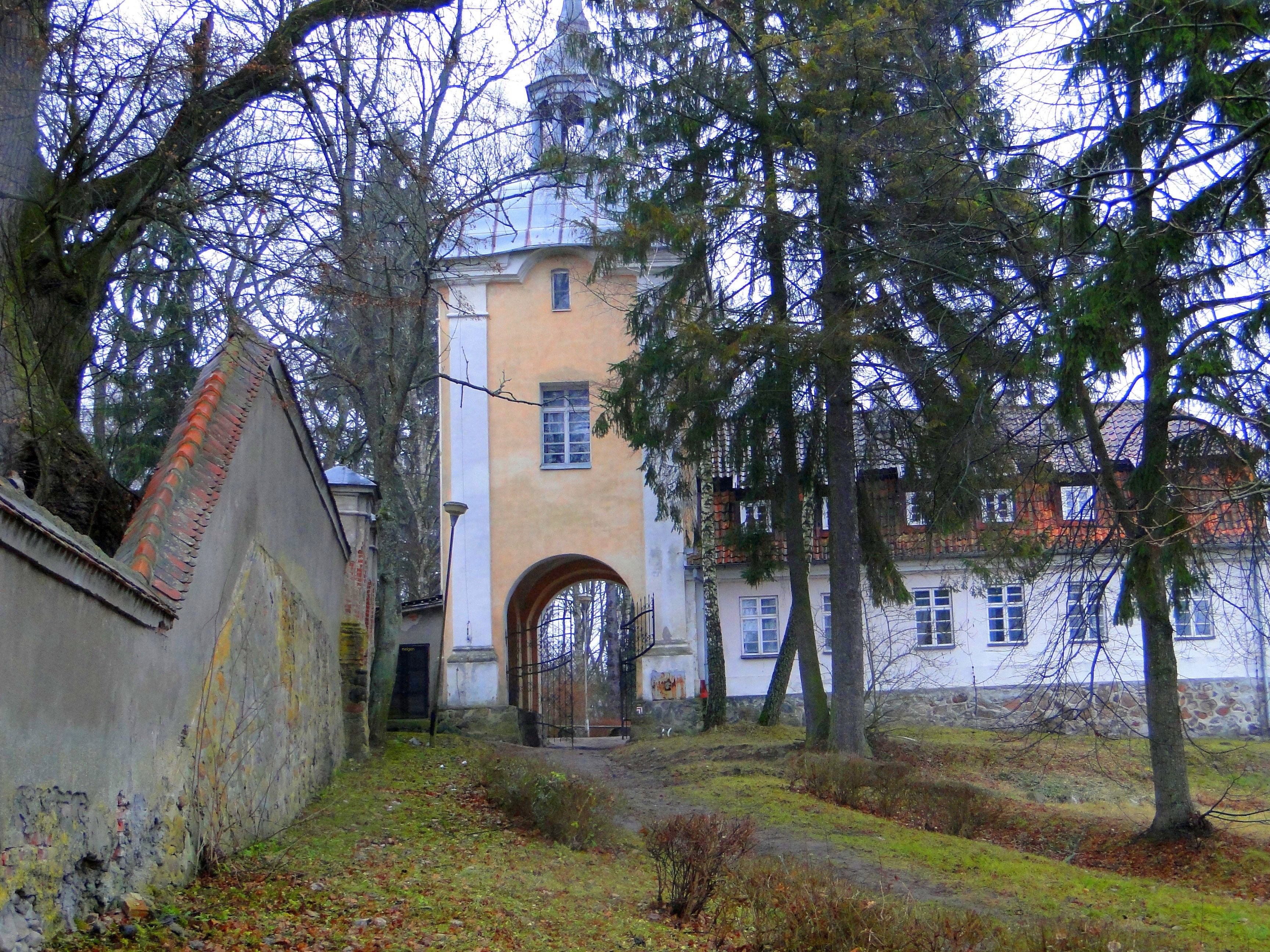
Jedna z pałacowych bram

## Zabytki
W Smolajnach znajduje się dawna letnia rezydencja biskupów warmińskich wybudowana w stylu rokoko w latach 1741-1746 z inicjatywy biskupa warmińskiego Adama Stanisława Grabowskiego. Pałac był ulubionym miejscem pobytu słynnego satyryka i bajkopisarza biskupa Ignacego Krasickiego. Biskup Krasicki urządził tu piękny park i wybudował wieżę bramną (1765) oraz oficynę. Obecnie budynek pałacu użytkowany jest przez Technikum Rolnicze.
Oprócz pałacu zachowały się wieża bramna i dobudowany do niej parterowy budynek mieszkalny. We wsi również XVIII i XIX-wieczne domy mieszkalne.
Na wzniesieniu od północno-zachodniej strony pałacu znajduje się dworek myśliwski z końca XVIII w. We wsi natomiast kapliczka i dom z początku XIX w.
Bibliografia:
- Darmochwał T., Rumiński M. J., Warmia Mazury. Przewodnik, Białystok 1996.
- Chłosta J., Słownik Warmii (historyczno-geograficzny), Olsztyn 2002.